# Готам блуз
Готам блуз збирка је песама српског песника Александра Петровића Бабића, у издању ППМ Енклаве. Уредник издања је песник и писац Звонко Карановић.

## Реч уредника
Готам, синоним за модерни Вавилон, стециште криминала, корупције и свог зла, уздиже се огрнут валовитом и модроплавом атмосфером блуза, музиком милиона личних катастрофа, живи и креће се ка нама, сигурно као ка свом циљу, онако како је Миљковић, кога аутор и експлицитно помиње, ишао према самом себи. Не плашећи се сличних корачања, астрални тинејџер огрнут само лингвистичким плаштом, Александар Петровић Бабић од корице до корице своје треће књиге, од зида до зида иронизованог Готама отвора мултидимензионални простор сусрета са становницима једног имагинарног урбаног ентитета (који може бити рефлексија Њујорка, Токија, Београда, или било којег другог града) међу чијим лицима читалац ризикује да препозна неке, можда многе, познате очи кроз које и Бог занесено гледа у своје беле табане на небу.

## Ауторов ДНК збирке
У Готаму једино су Хероји и Зликовци још увек у форми, гипки, хитри, окретни. Остатак становништва морбидно је гојазан, отромбољен и безвољан, готово никада не излази из станова. Улице су постале бескрајан полигон за борбу правде и хаоса.
Ту смо и ми, Оператери. Када неки брачни пар на лутрији извуче дозволу за прокреацију, наша дужност је да их превеземо до Хале за Игру, обнажимо, намажемо етеричним уљима, те привежемо струнама за кранове и винемо у ваздух. Тамо наши вични прсти, уз помоћ гуменог џојстика, стварају неспутане покрете, дрске маневре, спајајући и раздвајајући љубавнике. Они су нови извори енергије, када им се тела сударе блесак је довољно јак да осветли читав видик. Њихово трење можда чак и угреје ледене дланове света.
Након радног времена, док чекамо градски превоз, Зликовац нам прилази и пали цигарету. Црни грифон дима појављује се у млазу истиснутом из његових плућа и клизи низ улицу. Пита, када полази маглев ка Централној Зони. После добре туче на периферији града, Суперхерој обично нестане у непознатом правцу, у свом скупом ретро-аутомобилу.
Зли пак преноси поздраве и утиске из борбе, а затим прича о берзи, супрузи, смислу строго подељених улога и Тајном Скровишту. Ако је баш у егзистенцијалном очају, разгрне кошуљу и допусти нам да прислонимо уши на његов трбух и слушамо Готам блуз.